# Olixon testaceum
Olixon testaceum  (лат.) — вид бескрылых ос рода Olixon из семейства Rhopalosomatidae (Apocrita, Vespoidea). Центральная и Южная Америка: от Мексики и США до Аргентины и Бразилии. Длина менее 1 см. Брахиптерные виды с укороченными крыловыми остатками. Голова, мезосома и метасома (кроме 1-го сегмента) коричневые. Обнаруживаются весь год. Один из наиболее широко распространённых видов своего рода: встречается от низинных лесов Коста-Рики (40 м) до горных участков штата Аризона (до 1600 м, Chiricahua Mountains; США). Отмечен как в естественных первичных лесах и в прериях, так и на плантациях какао и кофе
.